# Животные в религии и мифологии

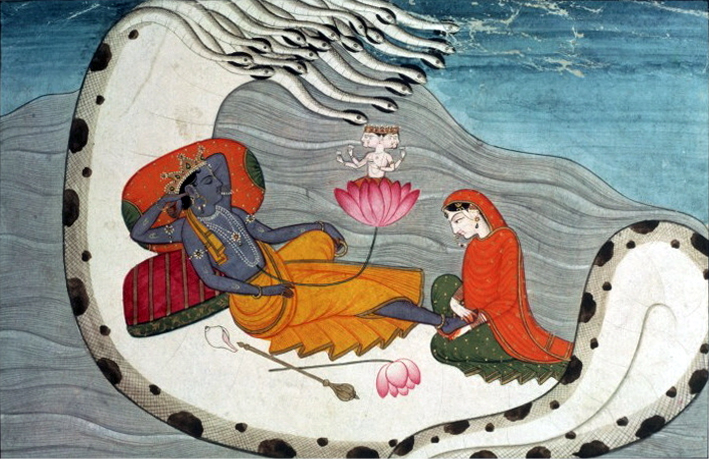
Вишну и Лакшми на Шеша-наге, Картина ок. 1870 года.

Животные в религиозных представлениях и мифах играют огромную роль, отображая представления различных народов о мироздании (космогонические мифы), о своём происхождении (антропогонические мифы, тотемические мифы), они фигурируют в сюжетах мифов как культурные герои, зачастую им приписывают сверхъестественные способности.
Мифологическое мышление заключается в том, что первобытный человек не выделял себя из окружающей природной и социальной среды. Мир для первобытного человека представлялся не пустым или неодушевленным, но изобилующим жизнью. Эта жизнь проявлялась для древних людей в животных, растениях, погоде, в различных бытовых ситуациях и непознанных явлениях.
В древних культурах на интуитивном уровне люди чувствовали свою общность происхождения с животными от единого предка, что совсем недавно получило подтверждение учёных.

## Космогонические мифы
В фольклорно-религиозных мифах о происхождении мира отразилось пытливое стремление людей понять и объяснить окружающий мир, нередко роль творца в космогонических мифах принадлежит животным. Так в русском и белорусском фольклоре известен рассказ о сотворении мира, где один из демиургов в облике птицы (утки), ныряет под воду, чтобы достать немного земли со дна. Позднее из этой земли создается суша. Сходные тексты существуют и во многих других традициях. Нивхи объясняли происхождение мира сказанием о маленькой синице, которая ныряла в воду (была только вода) и доставала клювом землю. Так постепенно появилась суша — островок, а затем и земля, на которой расцвела разнообразная жизнь. Аборигены в Австралии, также как североамериканские индейцы гуроны считали, что именно черепаха создала Землю и держит её на себе. По преданиям индейцев также в создании Земли помогала черепахе жаба, которая доставала землю с морского дна, клала по краям панциря черепахи и земля увеличивалась в размере, так появилась суша.
В более развитых культурах животные не столько создают мир, сколько принимают в этом участие. Так в индийской мифологии змей Шеша, плавающий в первичном океане, несёт на себе бога Вишну, который и создает мир.
Помимо процесса сотворения мира образы животных нередко используются и для его описания — космографии. Так, например, в древнеиндийских поверьях землю держат на спинах семь слонов, они стоят на спине черепахи, а та, в свою очередь, на змее. Подобную роль нередко играет и рыба. Резкое движение рыбы, на которой покоится земля, приводит к землетрясению, когда же она опускает голову, начинается наводнение. Древние египтяне изображали небо в виде коровы Нут, которая родила Ра, золотого теленка.

## Тотемические мифы
Одним из древнейших верований, сохранившихся у некоторых народов до настоящего времени, является тотемизм. Если люди верили в происхождение своего рода или племени от того либо иного животного, то в отношении животного-тотема возникали различные верования, определялись запреты и предписания, нередко совершались культовые действия. Наиболее общим моментом являются запреты на убийство животного-прародителя и на его поедание. Тотем считался покровителем рода, животные не наносили вреда своим родственникам, а люди проявляли о них определённую заботу. Во многих тотемистических культах присутствует обряд обновления связи с тотемом, заключающийся в ритуальном поедании мяса тотема. Некоторые ученые считают, что именно из веры в кровное родство людей и животных возникли оборотнические представления — легенды о перевоплощении человека в волка, тигра,медведя и др.
Охотничье племя бирхоров в Бихаре почитает как божеств обезьян, волков, медведей и называет свои роды по названиям животных, птиц, рыб.
У коренных народов Приморья: нанайцев, удэгейцев, орочей — существовал культа медведя, который являлся их священным родственником и покровителем. Для укрепления родственных связей устраивалась праздничная церемония, известная как «медвежий праздник». Во время этой церемонии убивался и поедался медведь. Также к числу ритуалов можно отнести торжественные погребения останков убитого на охоте медведя — это было необходимо для будущего возрождения зверя и, следовательно, продолжения хороших отношений со сверхъестественным родственником. Священными родственниками нанайцев и удэгейцев считались также тигр и косатка. В отличие от медведя на них никогда не охотились и всячески почитали.
У тюркских народов существуют предания о происхождении их народа от волчицы и человека.
Общим для тотемизма является то, что он фиксируется у народов, находящихся на довольно низких уровнях социально-экономического развития. В культурах более развитых народов отмечаются так называемые пережитки тотемизма. К их числу относят предания о браке человека с животным или птицей, которые оборачиваются добрым молодцем или красной девицей, то есть с оборотнями. В русском фольклоре среди них можно назвать Ивана Быковича, Ивашку-Медведко, Лебедь Белую Авдотью Лиховидьевну и т. д. У монголов бытовало предание о рождении Чингис-хана от небесного волка. В Китае существует сказание об удивительном и отважном пятицветном псе Пань-ху, который уничтожил врага и в награду получил в жёны прекрасную принцессу. Дети от этого брака образовали четыре рода — Пань, Лань, Лэй и Чжун, которые почитали Пань-ху как общего предка. В ЮАР существует сказка о девочке, которая выросла такой высокой и толстой, что ни один мужчина не хотел жениться на ней, кроме того, её обвиняли в колдовстве. Её выгнали из деревни и отослали в дикие леса. Там она встретила слона, который начал вежливо с ней разговаривать на хорошем зулусском языке. Она согласилась остаться с ним, а он помог ей найти дикий огурец и другие плоды леса. Она родила четверых детей, которые все были очень высокими и сильными и стали предками клана Индхлову, правителей гор.

## Животные в качестве культурных героев
Животные выступали не только в роли создателей небес и суши, но и в роли основателей новой культурно-социальной традиции (устройство общества, обучение ремёслам и т. п.).
Так, в древнем Китае Бянь Цяо — покровитель врачей, целителей: существо с птичьим клювом и крыльями летучей мыши. Ди Ку — небесный владыка, имел голову птицы и туловище обезьяны. Герой — Фуси, научивший людей рыболовству и охоте, а также иероглифической письменности, сначала изображался в образе птицы. Около двух тысячелетий назад его стали представлять человеком с телом дракона, сходного обликом с прародительницей Нюйвой, духом дождя (порой — царевны-лягушки) с телом змеи. Они образовали родственную пару, олицетворяя женское и мужское начало, двойственность бытия, символы инь и ян.

## Зоолатрия
Древнейшие цивилизации почитали животных, возводя их в ранг богов, что получило научное определение зоолатрия.
В современных гуманитарных науках зоолатрия считается одной из форм первобытной религии. Наиболее ярким примером зоолатрии является древний Египет.
Почти любой представитель египетской фауны почитался в той или иной области (номе), а некоторые и по всей стране. Так, в самой южной области, Элефантине, почитали барана, в Дендере — корову, в Сиуте — шакала, в Гермополе — ибиса и павиана. Древнейший центр объединений Северного Египта Буго почитал священную змею, община Пе — пчелу, культ быка существовал в Мемфисе, коровы — в Дендере, крокодила — в Файюмском оазисе.
Среди ученых единого мнения о мотивах культового обожествления животных в Египте нет, некоторые считают это признаком тотемизма, многие исследователи скептически относятся к такому предположению, так как культ животных в Египте был скорее локальным, а не родовым.
Почти все исследователи сходятся в том, что в почитании местных богов-покровителей происходил процесс зооморфизации. Многие животные изображались в зооморфном образе. Так крокодил превратился в бога Собека, сокол — в бога Гора, ибис — в бога Тота, Анубиса олицетворяла собака, богиня Бастет изображалась с кошачьей головой, богиня Сехмет была львицей и пр.
Особую роль египтяне отводили в мифических преданиях кошке за её плодовитость и способность видеть в темноте. Луна, влияющая на земной цикл приливов и отливов, была созерцательницей в ночных небесах, кошка была её эквивалентом на земле. Священная кошка и её собратья львы пользовались в Египте особым почетом и уважением, для них строили специальные храмы.
В то время как со многими сотнями и тысячами быков в Египте не особенно церемонились. Их пасли, погоняли бичами, запрягали в плуги и т. д. тем не менее одного-единственного быка после долгих обследований соответственно особым приметам выбирали в священную бычью династию Аписов. Такого быка торжественно приводили в Мемфис, в храме объявляли священным и неприкосновенным. Апис связывался с богом Пта (как его душа и как оракул); вместе с тем, он сочетался и с Осирисом, образуя синкретическое божество. После смерти, священное животное погребали в специальном склепе (археологические раскопки) и город погружался в траур.
Несмотря на всё обилие богов, за множеством их имен скрыто нечто единое, всеобщее и тайное. Так, по крайней мере, думал английский египтолог конца XIX века Уоллис Бадж: «Читая древнеегипетские религиозные тексты, читатель может убедиться, что египтяне верили в Единого Бога, самосущего, бессмертного, невидимого, вечного, всезнающего, всемогущего, непостижимого, творца неба, земли и подземного мира… Именно эту часть их воззрений следует признать основополагающей…»
В индуизме помимо культа предков связанной с идеей реинкранацией, существует и культ священных животных, брахманы и по сей день почитают различных священных животных. Одним из религиозных обрядов брахманов являются ежегодные празднования тех или иных священных животных. Хануман, бог-обезьяна, имеет свои храмы, в нём воплощен Шива, а воплощением богини Дурги считается шакал. У мудрого Ганеши слоновья голова, божественный царь птиц Гаруда служит одному из верховных богов — Вишну. Бог Дьяус в ведийской традиции сопоставлялся с быком или жеребцом.
У древних майя бог-змей Иаш Чан изображается на рельефах змеем с человеческой головой, в рукописях — человеком.

## Животные в изобразительном искусстве древнего человека

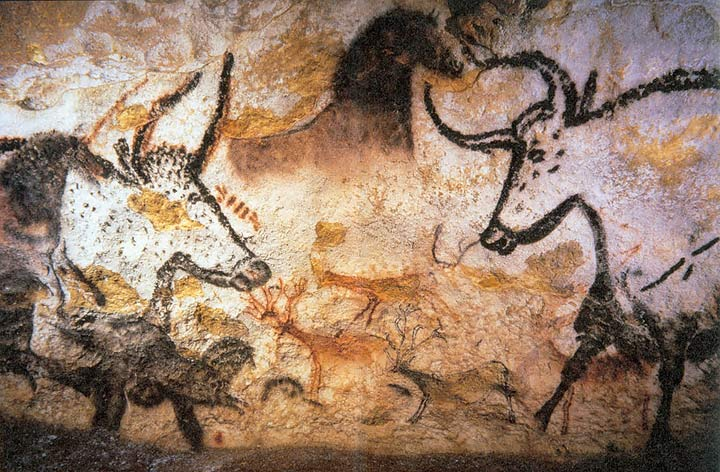

В древнейших памятниках изобразительного искусства, относящихся к палеолиту, животные являются основным объектом изображений. По данным А. Леруа-Гурана, более 80 % всех изображений в палеолитических памятниках Франции и Испании составляют животные (в совокупности немногим более 4 % приходится на изображения женских и мужских фигур).
В знаменитой пещере Ле-Труа-Фрер («Три Брата» — название, данное в честь открывших её трех сыновей графа Бегуана) сохранились загадочные изображения «зверолюдей» и химерических животных. Из них выделяется один образ, получивший названия «Колдун», «Шаман», «Владыка зверей». В нём соединены черты человека и нескольких животных. У него рога и уши оленя, совиные глаза и клюв, медвежьи передние лапы, лошадиный хвост и человеческие
ноги.